# Radiologiska olyckan i Kramatorsk
Radiologiska olyckan i Kramatorsk var en strålningsolycka i Kramatorsk i Ukrainska SSR från 1980 till 1989. En liten kapsel innehållande högaktivt radioaktivt Caesium-137 påträffades inuti en betongvägg i en lägenhetsbyggnad. Kapseln hittades efter att boende begärt en strålningsmätning av bostaden.
Kapseln var från början en del av en strålningsmätare och försvann i Karanskijgruvan i slutet av 1970-talet. Sökandet efter kapseln avbröts efter en vecka. Gruset från gruvan användes i byggnadsarbete och kapseln hamnade således i en betongpanel i lägenhet 85.
Under nio års tid bodde två familjer i lägenhet 85. Lägenheten beboddes först 1980. Ett år senare dog plötsligt en 18-årig kvinna som bodde i lägenheten. År 1982 dog hennes 16-åriga bror och sedan deras mor. Dödsfallen blev inte särskilt uppmärksammade även om samtliga dog av leukemi. En ny familj flyttade in till lägenheten och deras son dog därefter i leukemi. Sonens far började utreda dödsfallen och man då fann kapseln i väggen 1989.